# La Principauté
La Principauté est un journal mensuel monégasque, créé en juin 2000.
Depuis, ce mensuel est largement distribué gratuitement et vendu en kiosques. Il offre des sujets variés (politique, économie, culture, mode, sport). Il revendique une diffusion totale (gratuits + payants) d’environ 26.000 exemplaires par numéro.